# Ferrovia Napoli-Portici
La ferrovia Napoli-Portici fu la prima linea ferroviaria costruita nella penisola italiana, nel territorio all'epoca facente parte del Regno delle Due Sicilie. Commissionata da re Ferdinando II delle Due Sicilie, la linea venne ufficialmente inaugurata il 3 ottobre 1839;  era a doppio binario e aveva la lunghezza di 7,25 chilometri. Oggi il suo tracciato è integrato nella ferrovia Napoli-Salerno.

## Storia
La convenzione per la sua costruzione venne firmata il 19 giugno 1836; con essa si concedeva all'ingegnere Armand Joseph Bayard de la Vingtrie la concessione per la costruzione in quattro anni di una linea ferroviaria da Napoli a Nocera dei Pagani, con derivazione per Castellammare di Stabia che si sarebbe staccato all'altezza di Torre Annunziata. L'anno seguente venne costituita a Parigi la società Bayard & De Vergès, della quale facevano parte l'ingegnere, i suoi due fratelli e l'ingegnere Fortunato de Vergès, per la costruzione e la gestione della ferrovia.
Il tratto fu inaugurato il 3 ottobre del 1839 con grande solennità nel rispetto di un programma che prevedeva, dato che la stazione di Napoli al Carmine non era ancora pronta, che il viaggio avvenisse con partenza da Portici. Il primo convoglio era composto da una locomotiva a vapore, di costruzione inglese Longridge e Co. di Newcastle, battezzata "Vesuvio", una locomotiva a tre assi liberi di cui uno motore che sviluppava una potenza pari a 65CV, e da otto vagoni. Il percorso, a binario semplice e lungo 7250 metri, venne coperto in nove minuti e mezzo. Il re Ferdinando II pertanto si recò nella villa del Carrione al Granatello di Portici, dove era stato approntato il padiglione reale decorato all'occorrenza con accanto un altare. Verso le ore undici il re ricevette l'ingegner Bayard e la squadra di ingegneri prendendo poi posto sul convoglio inaugurale per tornare a Napoli. I vari discorsi di circostanza furono conclusi dal re Ferdinando II, il quale, in francese, espresse l'augurio di veder realizzata la ferrovia fino al mare Adriatico e a mezzogiorno ordinò la partenza davanti alle autorità.
Il primo convoglio ferroviario portava nelle vetture 48 personalità, una rappresentanza militare costituita da 60 ufficiali, 30 fanti, 30 artiglieri e 60 marinai. Nell'ultima vettura prese posto la banda della guardia reale. Il percorso venne compiuto in nove minuti e mezzo tra ali di gente stupita e festante.
Nei successivi quaranta giorni ben 85.759 passeggeri usufruirono della ferrovia. Il pittore di corte Salvatore Fergola immortalò gli avvenimenti nei suoi celebri dipinti.

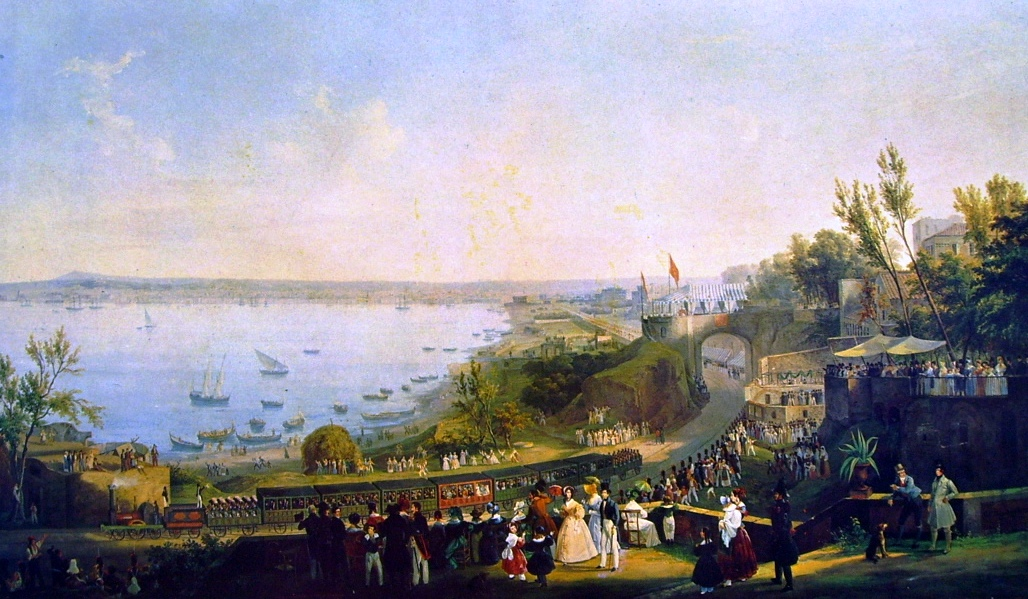
L'inaugurazione della Ferrovia Napoli-Portici, di Salvatore Fergola. È ben visibile il tracciato a doppio binario

La linea era solo parte di un progetto più vasto: il 4 agosto 1842 veniva infatti inaugurato il tratto diramato fino a Torre Annunziata e Castellammare di Stabia e due anni dopo, il 18 maggio 1844, la prosecuzione per Pompei, Angri, Pagani e Nocera Inferiore. Il 31 luglio 1858, la linea ferroviaria venne estesa fino a Cava dei Tirreni, mentre esattamente due anni dopo, nel 1860, raggiunse anche Vietri sul Mare. Nel 1846 l'ingegner Bayard ottenne la concessione anche per il prolungamento su San Severino e Avellino.
Il 20 maggio 1866, fu ultimato il completamento della linea ferroviaria tra Napoli e Salerno. Contemporaneamente, con la formazione del nuovo Governo Italiano Ricasoli II, la Società per le Strade Ferrate Meridionali assunse l'incarico di gestore dell'infrastruttura. 
La stazione di Napoli Bayard funzionò fino al 1866, quando, in seguito al collegamento con la stazione di Napoli Centrale fu declassata a impianto di servizio.
Lo storico tratto ferroviario ha subito nel corso degli anni numerosi danni. 
Nel 1943, essa fu semidistrutta dall'esplosione della nave Caterina Costa, carica di materiale bellico e sulla quale si sviluppò un incendio per il quale le autorità cittadine agirono in netto ritardo.
Un crollo parziale della Villa d'Elboeuf di Portici, posta in immediata prossimità con la linea ferroviaria, comportò nel 2014 la chiusura della linea fino al 12 aprile 2015 per consentire l'esecuzione di un manufatto di protezione.

## Caratteristiche
La linea, costruita inizialmente ad unico binario, venne raddoppiata dopo pochi mesi senza fermate intermedie. Il primo tratto, che si estendeva fino al Porto di Granatello, includeva 33 ponti, 541 ringhiere di ferro a difesa del mare e 2958 metri di muri di supporto.

## Percorso
| Unknown route-map component "exKBHFa" |

|  | Unknown route-map component "xKRWg+l" | Unknown route-map component "CONTfq" |

| Unknown route-map component "SKRZ2+4-Go" |

| Station on track |

| Unknown route-map component "lDAMPF" | Unknown route-map component "ABZg+r" |  |

| Stop on track |

| Station on track |

| Unknown route-map component "LCONTf" |

Il percorso originario della Napoli-Portici è stato col tempo modificato nel primo tratto, con la dismissione della sezione tra la stazione terminale di Napoli al Carmine (Bayard) e l'imbocco del Ponte dei Francesi. Di tale originario percorso restano pochissime tracce.
La stazione capolinea per la partenza della linea da Napoli era compresa tra la Porta del Carmine e la Porta Nolana lungo la via detta dei Fossi, poi Corso Garibaldi, fuori le mura aragonesi che all'epoca ancora esistevano tra le due Porte.
La linea, uscita dalla stazione di Napoli al Carmine, proseguiva in linea retta, seguendo Via Nicola Capasso e superato corso Arnaldo Lucci, il suo tracciato proseguiva lungo quella che è diventata via Antonio Pacinotti, e, dopo aver incrociato via Emanuele Gianturco, attraversava l'area della zona occupata fino al 1975 dalle Officine del Granilli superava via Benedetto Brin, dove è sopravvissuta una vecchia casa cantoniera restaurata e privata, lambendo poi le Officine del Granilli e proseguendo poi in linea retta sottopassava la Regia strada delle Calabrie sotto un ponte a due archi, denominato "Ponte dei Francesi". All'altezza del "Ponte dei Francesi" la linea fu deviata, nel 1866, verso la nuova stazione di Napoli Centrale. Proseguendo verso Portici, la linea seguiva quella che è diventata la ferrovia Napoli-Salerno. 
Nel 1840 a Pietrarsa, località sita al centro dei confini dei comuni di Napoli e San Giorgio a Cremano, per volere del Re Ferdinando II di Borbone, venne costruito il Reale Opificio Borbonico, nato come stabilimento per l'industria siderurgica in grado di produrre materiale bellico e civile utilizzando anche il ferro proveniente dal Polo siderurgico di Mongiana, che a partire dal 1843 si occupò anche della costruzione e della revisione delle locomotive a vapore e delle carrozze, ospitando, inoltre, una scuola di addestramento per macchinisti. Ribattezzate Officine di Pietrarsa, sono state di fatto la prima fabbrica ferroviaria italiana. Rimasero in funzione fino al 1975, diventando, dal 1989, sede del Museo nazionale ferroviario di Pietrarsa, che si sviluppa su un'area complessiva di 50mila metri quadrati, di cui 14 al coperto.
Il 4 agosto 1842 con il prolungamento della linea ferrovia fino a Torre Annunziata e Castellammare di Stabia alla stazione di Portici venne aperto il tronco trasformando la stazione da stazione di testa in stazione passante.

### Il Reale Opificio di Pietrarsa
La costruzione delle Officine di Pietrarsa è stata un'altra delle influenze collaterali di questo progetto, con la conversione, nel 1842 del grande stabilimento di produzione di cannoni e proiettili d'artiglieria alla produzione ferroviaria, per la costruzione di locomotive e l'assemblaggio di materiale rotabile a Pietrarsa (decreto reale del 22 maggio 1843). Le officine divennero presto un esempio di uso di lavorazioni e tecnologie di avanguardia. Inizialmente le officine si occuparono di riparazioni, poi vennero messe in cantiere locomotive completamente assemblate nello stabilimento su modello inglese.
Anche il papa Pio IX visitò la fabbrica il 23 settembre 1849: a ricordo della storica visita i 500 operai vollero erigere una chiesa posta di fronte allo stabilimento, terminata nel 1853 poi demolita nel 1919.
Il 1845 è anche l'anno in cui venne costruita la prima locomotiva a vapore italiana (anche se sulla base di un modello inglese): questa assunse il nome augurale di Pietrarsa.
Dall'inizio della produzione diretta di rotabili e fino al 1905 a Pietrarsa risultano costruite oltre 300 locomotive, varie centinaia di carrozze e qualche migliaio di carri merci.
Il declino della trazione a vapore in Italia coincide con il declino dell'attività delle Officine di Pietrarsa e Granili, essendo queste specializzate in tale settore, non essendo possibile una eventuale riconversione a causa della mancanza di spazi utilizzabili.
La costruzione di oltre 13.500 metri quadrati, una volta dismessa, è diventata la sede del Museo nazionale ferroviario di Pietrarsa.
Anche le Poste italiane hanno voluto ricordare prima il 100º anniversario dell'avvenimento nel 1939 con una serie di 3 valori (20 e 50 cent., 1,25 lire) ed in seguito il 150º anniversario dell'avvenimento, nel 1989 con l'emissione di due francobolli commemorativi, entrambi da 550 lire.

## Materiale rotabile

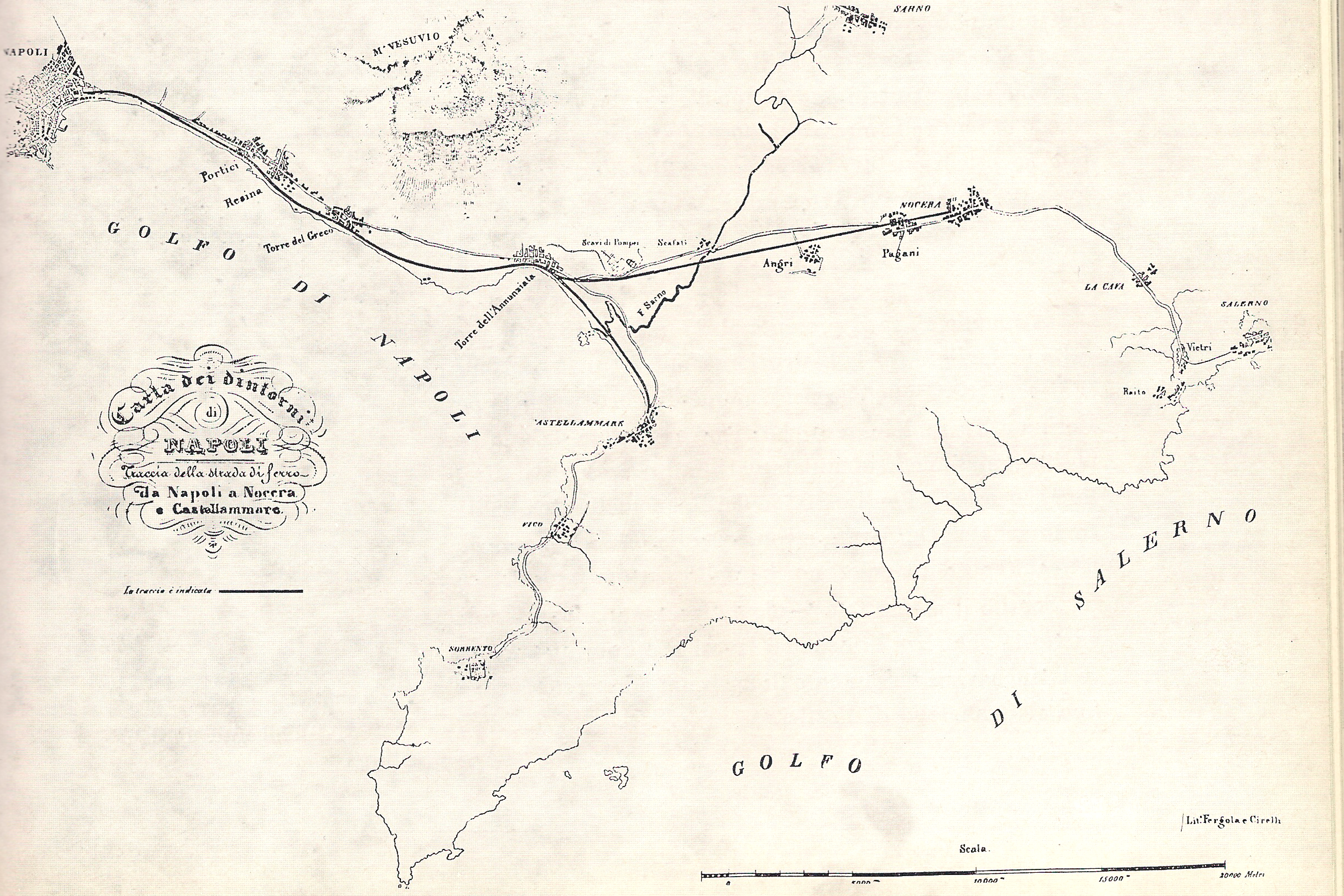
Il progetto della ferrovia da Napoli a Nocera e Castellammare

Data la novità del mezzo ferroviario, per la realizzazione fu necessario rivolgersi all'industria straniera: la progettazione, così come il capitale investito, era francese, le locomotive, di rodiggio 1 A 1, giunsero dal Regno Unito ed erano costruite sul modello delle prime progettate da George e Robert Stephenson, nelle officine Longridge e Starbuk di Newcastle. Il resto dei materiali rotabili era stato invece costruito nel Regno delle Due Sicilie. Il ferro delle rotaie proveniva dalle miniere della Vallata dello Stilaro e fu lavorato nel polo siderurgico di Mongiana, in Calabria. Le rotaie erano realizzate in ferro battuto, in moduli da 5 metri, per il peso di 25 kg per metro di lunghezza.
La locomotiva Vesuvio che trainò il treno inaugurale pesava 13 tonnellate e sviluppava una potenza di 65 CV alla velocità di 50 km/ora, trainando 7 carrozze per un peso complessivo di 46 tonnellate. La caldaia era fasciata da liste di legno pregiato tenute insieme da quattro cerchiature in ottone. Il tender a due assi trasportava sia l'acqua che il carbone. La gemella Longridge aveva poco prima effettuato il treno staffetta.
Per quanto riguarda il tracciato, la pendenza massima della linea era del 2 per mille, mentre il raggio di curvatura del tragitto si attestava mediamente tra i 1300 e i 1400 metri.
Nel 1939 nella ricorrenza del centenario dell'inaugurazione venne ricostruito integralmente il convoglio inaugurale e, dato che non esistevano più i piani progettuali con le misure, la locomotiva venne ricostruita secondo il progetto della Bayard, anch'essa Longridge e solo leggermente differente.

### Lista

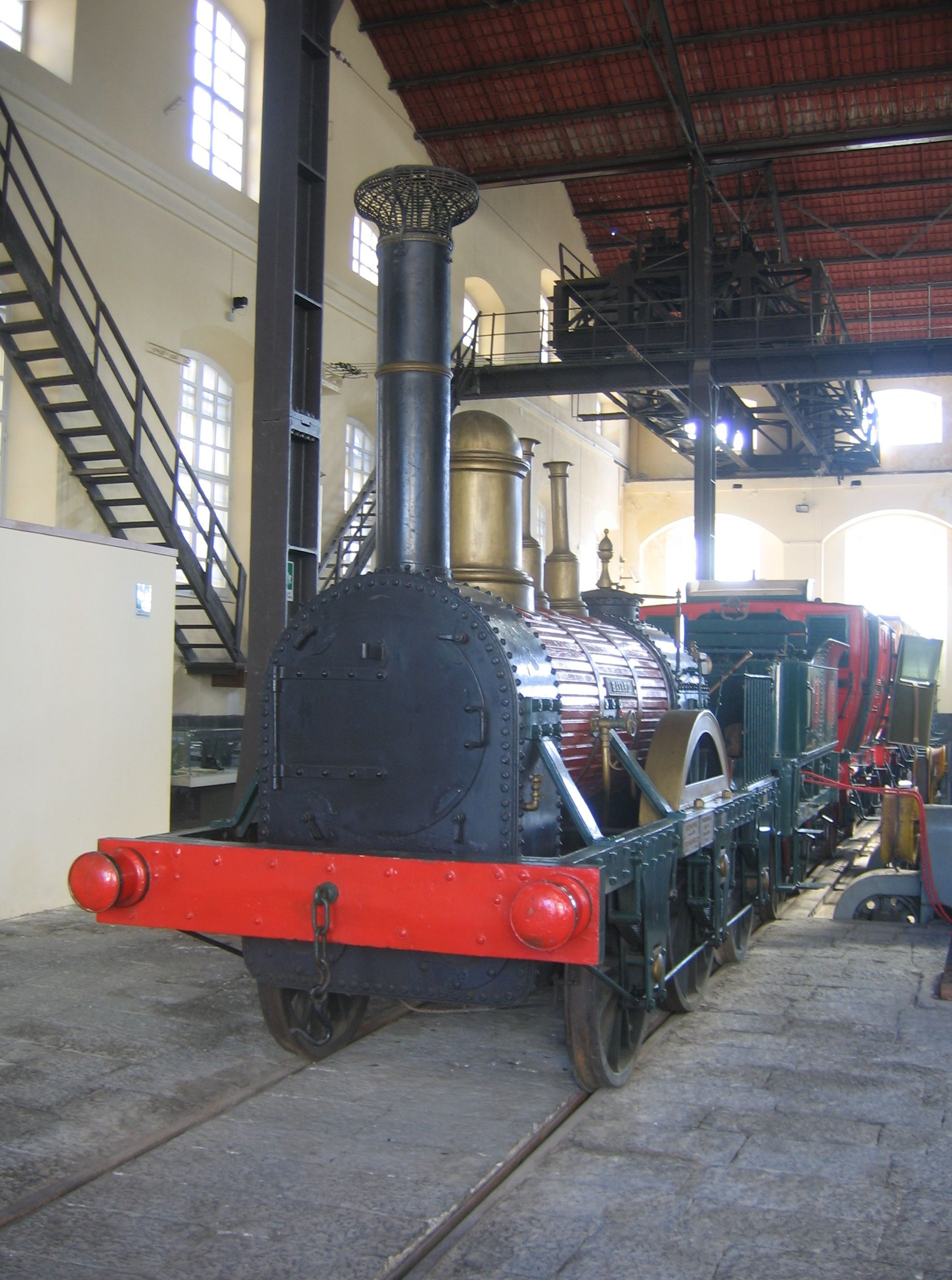
La riproduzione della Bayard

Locomotive di costruzione Longridge
- Locomotiva a vapore Vesuvio - 3 ottobre 1839
- Locomotiva a vapore Longridge - 3 ottobre 1839
- Locomotiva a vapore Bayard - 1º dicembre 1839
- Locomotiva a vapore Aquila - 1º luglio 1840

Locomotive di costruzione francese
- Locomotiva a vapore Saint Quintin -
- Locomotiva a vapore Verges -

Locomotive assemblate su modello inglese consegnate tra 1842 e 1844
- Locomotiva a vapore Pietrarsa
- Locomotiva a vapore Papin
- Locomotiva a vapore Pompei
- Locomotiva a vapore Sorrento
- Locomotiva a vapore Ercole
- Locomotiva a vapore Parigi
- Locomotiva a vapore Lampo
- Locomotiva a vapore Veloce
- Locomotiva a vapore Freccia
- Locomotiva a vapore Corsi
- Locomotiva a vapore Robertson
- Locomotiva a vapore Maria Teresa
- Locomotiva a vapore Etna
- Locomotiva a vapore Partenope

### Fonti a stampa
- Charles Joseph Minard, Lezioni fatte sulle strade di ferro nel 1833-1834 alla Scuola di ponti e strade. Prima versione italiana, corredata di note ed aggiunte, e di un'appendice Sulla strada di ferro da Napoli a Nocera e Castellammare, da Stefano Mililotti, traduzione di Stefano Mililotti, Napoli, Stamperia e cartiera del Fibreno, 1840.

### Storiografia e complementi
- Decreto di autorizzazione a costruire la strada di ferro Napoli-Nocera
- Uberto Bajocchi, Tre ottobre 1839, in Rivista tecnica delle ferrovie italiane, n. 5, a. 29, 57 (1940),  pp. 193–214 e tavv. f. t. XIV-XVI. Ristampa in  La tecnica professionale, n. 9, n. s. 16 (2009),  pp. 7-30.
- Lando Bortolotti, Viabilità e sistemi infrastrutturali, in Storia d'Italia, Annali, vol. 8, Torino, Einaudi, 1985,  pp. 289-344.
- Luigi De Rosa, Iniziativa e capitale straniero nell'industria metalmeccanica del Mezzogiorno (1840-1904), Napoli, Giannini, 1968.
- Nicola Forte, Viaggio nella memoria persa del Regno delle Due Sicilie. La storia, i fatti, i fattarielli, Ischia, Imagaenaria, 2007, ISBN 88-89144-70-X.
- Antonio Gamboni e Paolo Neri, Napoli-Portici. La prima ferrovia d'Italia (1839), Napoli, Fausto Fiorentino, 1987.
- Piero Muscolino, Bayard o Vesuvio? Il giallo della locomotiva, in Voci della rotaia, Roma, Ferrovie dello Stato, 1989.
- Antonio Gamboni, Napoli, la stazione del Bayard, Napoli, 2009.
- Antonio Gamboni, La prima strada ferrata d'Italia, Avellino, Scuderi Editrice, 2014.
- Valter Guadagno, Ferrovie ed economia nell’Ottocento postunitario, Roma, Collegio amministrativo ferroviario italiano, 1996.
- Lucio Militano, Le ferrovie delle Due Sicilie, Napoli, Editoriale Il Giglio, 2013.
- Anna Natale, Da un primato storico ad un progetto di archeologia industriale. La prima ferrovia italiana: Napoli-Portici, ieri e ... domani, in Alfredo Buccaro, Giulio Fabricatore e Lia Maria Papa (a cura di), Storia dell'Ingegneria. Atti del 1º Convegno Nazionale (Napoli, 8-9 marzo 2006), vol. 2, Napoli, Cuzzolin, 2006,  pp. 989-995, ISBN 88-87998-45-0.
- Nicola Ostuni, Iniziativa privata e ferrovie nel Regno delle Due Sicilie, Napoli, Giannini, 1980.
- Gian Guido Turchi, A Napoli centocinquant'anni fa. Terza fu la Bayard, in I treni oggi, n. 89, Salò, ETR, gennaio 1989.
- Mauro Minola, Curiosità Ferroviarie. Originalità delle ferrovie in Italia, in Europa e nel mondo. Cap. 3, Sulle tracce delle prime ferrovie italiane, Edizioni Susalibri, 2016, ISBN 978-8897933380.